# Alexander Igorewitsch Kofman

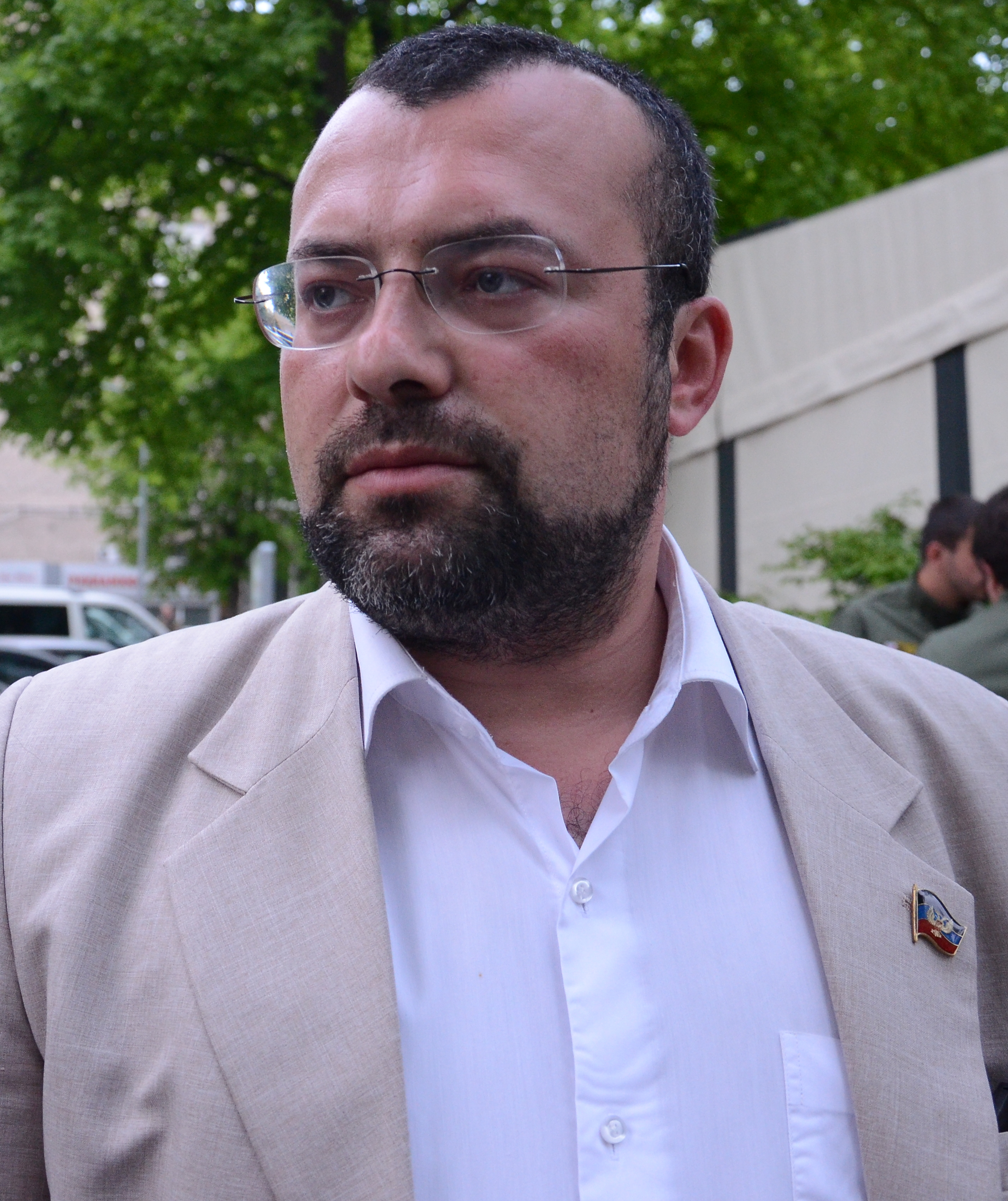
Alexander Kofman (2015)

Alexander Igorewitsch Kofman (russisch Александр Игоревич Кофман, ukrainisch Олександр Ігорович Кофман (Olexander Ihorowytsch Kofman); * 30. August 1977 in Makejewka, Oblast Donezk, Ukrainische SSR, Sowjetunion) ist ein ukrainischer Politiker. Er ist einer der Wortführer der prorussischen Bewegung in der Ostukraine und war vom 12. November 2014 bis 23. Februar 2016 „Außenminister“ der international nicht anerkannten Volksrepublik Donezk.

## Leben
Kofman wurde 1977 als Sohn eines Bauingenieurs und einer Logopädin in Makejewka geboren. 1999 hat er ein Studium in Donezk als Bauingenieur abgeschlossen. 2002 gründete er eine eigene Baufirma „Albion“, die er bis 2006 geleitet hatte. Von 2006 bis 2013 arbeitete er bei der Bank „Nadra“ und anschließend in einer Firma namens „Rusch“.

### Ab 2014
2014 wurde er zum Abgeordneten im Parlament des Föderativen Staates Neurussland gewählt. Bei den Wahlen in der Volksrepublik Donezk am 2. November 2014 bekam der parteilose Kofman 11,5 % der Stimmen und wurde damit Zweiter hinter dem zum Ministerpräsidenten gewählten Alexander Sachartschenko (78,9 % der Stimmen). Nach den Wahlen wurde Kofman in der Regierung der Volksrepublik Donezk zum Außenminister ernannt. Am 23. Februar 2016 wurde er in dieser Funktion von Natalja Nikonorowa abgelöst.
Am 29. November 2014 wurde er auf die „schwarze Liste der EU“ gesetzt.
Kofman ist verheiratet und hat einen Sohn (* 1993) und eine Tochter (* 2012).